# Francisca Ruiz Pedroviejo
Francisca Ruiz Pedroviejo  (Soria, 25 de septiembre de 1910-Madrid, 1977) fue una arqueóloga española. 

## Trayectoria
Nació en la calle Mayor de Soria siendo sus padres Francisca Pedroviejo Ibáñez y Felipe Ruiz Martínez, dueños de una posada. A los catorce años ingresó en la Escuela Normal de Maestras donde estudió Magisterio al tiempo que sacó el Bachillerato. Al acabarlo, se trasladó a Madrid donde se licenció en 1935 en la Universidad Complutense en Historia Medieval. Asistió a la Institución Libre de Enseñanza, donde coincidió con María Braña de Diego. Se alojó en la Residencia de Señoritas, dirigida por María de Maeztu. Participó en el Crucero universitario por el Mediterráneo de 1933. Terminó sus estudios en 1935 y comenzó a colaborar con el Centro de Estudios Históricos dirigido por Claudio Sánchez Albornoz.
En 1944 aprobó las oposiciones del Cuerpo Facultativo de Archiveros, Bibliotecarios y Arqueólogos. Fue directora del Museo Arqueológico de Málaga entre 1947 y 1957. También fue conservadora y secretaria  hasta 1965 y después directora del Museo Nacional de Reproducciones Artísticas en Madrid hasta su muerte en 1977.